# Урман-Бишкадакский сельсовет
Урман-Бишкадакский сельсовет — муниципальное образование в Ишимбайском районе Башкортостана.
Административный центр - Урман-Бишкадак.

## История
Согласно закону «О границах, статусе и административных центрах муниципальных образований в Республике Башкортостан» имеет статус сельского поселения.
Указом Президиума ВС Башкирской АССР от 09.10.90 N 6-2/347 «Об изменении границ Салиховского и Урман-Бишкадакского сельсоветов ишимбайского района» деревня Новогеоргиевка была передана из Салиховского сельсовета в состав Урман-Бишкадакского сельсовета Ишимбайского района.
Устаревшее написание сельсовета «Урманбишкадакский сельсовет», было изменено на «Урман-Бишкадакский сельсовет» согласно ст.2 2. 15) Закона РБ «Об изменениях в административно-территориальном устройстве Республики Башкортостан, изменениях границ и преобразованиях муниципальных образований в Республике Башкортостан» от 16 декабря 2004 года.
Законом Республики Башкортостан от 18 ноября 2008 года, в состав сельсовета переданы село Салихово и деревни Аптиково, Богдановка, Козловский и Новоивановка из состава упразднённого Салиховского сельсовета.
В деревне Козловский (Козловка) проживают белорусы, переселившиеся из вымершей Богдановки, основанной выходцами из Могилевской губернии в начале XX века.

## Население
| 2002  | 2009  | 2010  | 2012  | 2013  | 2014  | 2015  | 2016  | 2017  |
| ----- | ----- | ----- | ----- | ----- | ----- | ----- | ----- | ----- |
| 2599  | ↗2864 | ↘2444 | ↗2467 | ↘2452 | ↘2432 | ↘2392 | ↗2417 | ↗2436 |
| 2018  |       |       |       |       |       |       |       |       |
| ↘2386 |       |       |       |       |       |       |       |       |

## Состав сельского поселения
| №  | Населённый пункт | Тип населённого пункта       | Население |
| -- | ---------------- | ---------------------------- | --------- |
| 1  | Аптиково         | деревня                      | ↘243      |
| 2  | Богдановка       | деревня                      | ↗6        |
| 3  | Карайганово      | деревня                      | ↘277      |
| 4  | Козловский       | деревня                      | ↘4        |
| 5  | Новогеоргиевка   | деревня                      | ↗116      |
| 6  | Новоивановка     | деревня                      | ↘51       |
| 7  | Салихово         | село                         | ↘584      |
| 8  | Урман-Бишкадак   | село, административный центр | ↘613      |
| 9  | Шихан            | деревня                      | ↘11       |
| 10 | Яр-Бишкадак      | деревня                      | ↘539      |

## Власть
Администрация сельского поселения Урман-Бишкадакский сельсовет муниципального района Ишимбайский район расположена по адресу с. Урман-Бишкадак, ул. Центральная, 20
- Глава администрации: Даутов Альфер Лутфрахманович
- Управляющий делами: Ибрагимова Динара Якуповна

## Социально-экономическое положение
Сельскохозяйственные угодья района составляют 6,190 тысяч гектаров. Возделываются пшеница, рожь, ячмень, другие зерновые культуры, а также сахарная свекла и подсолнечник. Действуют сельскохозяйственные предприятия: КФХ «Алтын», ООО «Салават», ООО «Уныш», КФХ «Хужахметова», КФХ «Асмандияров», КФХ «Искандаров», КФХ «Альтернатива», КФХ «Аптюк», КФХ «Ильгам», КФХ «Селеук» и др., всего 28 крестьянско-фермерских хозяйств. Почвы серые, темно-серые лесные и выщелоченные черноземы. Пахотные площади подвержены смыву и выдуванию ветром.
- Бишкадакское месторождение песчано-гравийной смеси[17].
- предприятия ООО «Межрегионбизнес», ООО «Биогумус», БНВ «Брайцев»
- частная пилорама.

## Трудовая занятость на 1 января 2010
- Бюджетных работников — 202 человека. Бюджет администрации сельского поселения был утвержден на сумму 4 578 000 рублей, фактически израсходовано — 5 683 636 рублей.
- Торговое обслуживание населения осуществляется частными предпринимателями, в д. Новоивановка и д. Козловский ИП Давлеткильдиной организована выездная торговля.

## Образование
В 2012—2013 учебном году в сельском поселении Урман-Бишкадакский сельсовет функционируют 2 общеобразовательных учреждения с количеством обучающихся 178 чел, 2 филиала средних и основных школ с количеством обучающихся 28 чел, в том числе:
— начальные школы населенных пунктов — д. Карайганово и д. Аптиково (про-ектоной вместимостью — 35 мест);
— сменные (открытые) общеобразовательные школы с количеством обучаю-щихся 178 учащ. (проектная вместимость — 252 учащ.) в населенных пунктах — с. Салихово, с. Урман-Бишкадак;
— детский дом «Надежда» с количеством воспитанников 50 человек (с. Урман-Бишкадак).
По направлению «Сельский школьный автобус» за 2012—2013 гг. на террито-рии сельского поселения функционируют 2 маршрута.
Учреждения дополнительного образования на территории сельского поселе-ния Урман-Бишкадакский сельсовет отсутствуют.
- 3 детских сада

МДОУ д/с «Карлугас» с. Урман-Бишкадак
МДОУ д/с «Радуга» с. Салихово
МДОУ д/с «Шатлык» д. Карайганово
- 2 начальные школы

НОШ д. Аптиково
НОШ д. Карайганово
- 2 средние общеобразовательные школы.

МОБУ СОШ с. Салихово
МОБУ СОШ с. Урман-Бишкадак
- ГУ КЦСОН «Надежда» (филиал помощи детям оставшимся без попечения родителей; 51 детей, 42 сотрудника).

## Культура, досуг
- 3 сельских дома культуры (Салиховский, Урман-Бишкадакский, Яр-Бишкадакский)
- 2 социально-культурных центра (Аптиковский, Карайгановский)
- 2 спортзала
- 3 сельские библиотеки

## Медицина
Муниципальное учреждение здравоохранения сельского поселения представлены 5 фельдшерско-акушерскими пунктами на 21 посещение в смену каждая: ФАП д. Аптиково; ФАП д. Карайганово; ФАП с. Салихово; ФАП с. Урман-Бишкадак; ФАП д. Яр-Бишкадак. Обеспеченность объектами здравоохранения населения сельского поселения составляет 100 %.

## Спортивные сооружения
Всего в сельском поселении функционируют: 1 баскетбольная и 2 волейбольные площадки, 3 площадки ручного мяча, 1 комплексная площадка для подвижных игр. Так же на территории сельского поселения расположено 5 спортивных залов при сельских домах культуры и общеобразовательных школах.

## Религия
- 2 мечети + 1 строится.

## Водные ресурсы
реки
| Местоположение, населенный пункт       | Наименование водотока | Протяженность, км |
| -------------------------------------- | --------------------- | ----------------- |
| д. Яр-Бишкадак                         | Сикул                 | 5,49              |
| д. Богдановка                          | Бузайгыр              | 7,329             |
| д. Аптиково                            | Кашалга               | 9,60              |
| границе с/с                            | Бердышла              | 11                |
| д.д. Яр-Бишкадак и Карайганово         | Белая                 | 1430              |
| д. Новоаптиково, Аптиково, с. Салихово | Селеук                | 90                |
| с. Салихово                            | руч. Сунгур-Елга      | 4,60              |
| д. Новоивановка                        | руч. Солёный          | 3,6               |
| с. Салихово                            | руч. Туктар-Елга      | 6,72              |

озёра
| Местоположение, населенный пункт           | Наименование озера | Объем, площадь зеркала воды, га |
| ------------------------------------------ | ------------------ | ------------------------------- |
| В 3,3 км к северо-западу от д. Яр-Бишкадак | Берёзовое          | 2,97                            |
| В 2,80 км к юго-западу от д. Яр-Бишкадак   | Старица            | 7,34                            |
| В 1,22 км к северо-западу от д. Шихан      | Асикуль            | 2,0                             |
| В 1 км к востоку от д. Шихан               | Тугарсалган        | 5,16                            |

## Лесные ресурсы
Общая площадь земель государственного лесного фонда (запретные полосы лесов, зеленые зоны городов и населенных пунктов, леса зон округов санитарной охраны, особо защитные участки леса) на территории сельского поселения составляет 4811,37 га.

## Климат
Климатические параметры холодного периода года
1. Температура воздуха наиболее холодных суток, 0 С:
обеспеченностью 0,98 — 430 С,
обеспеченностью 0,92 — 400 С.
2. Температура воздуха наиболее холодной пятидневки, 0 С:
обеспеченностью 0,98 — 380 С,
обеспеченностью 0,92 — 320 С.
3. Температура воздуха обеспеченностью 0,94 — 210 С.
4. Абсолютная минимальная температура воздуха — 430 С.
5. Среднесуточная амплитуда температуры воздуха наиболее холодного ме-сяца 7,30 С.
6. Продолжительность, суточная и средняя температура воздуха периода,
0 С, со среднесуточной температурой воздуха:
≤ 0° С — 162;
≤ 8° С — 208;
≤ 10° С — 220.
7. Средняя месячная относительная влажность воздуха наиболее холодного месяца 84 %.
8. Средняя месячная относительная влажность воздуха в 15 ч наиболее холод-ного месяца 77 %.
9. Количество осадков за ноябрь — март составляет 140 миллиметров.
Климатические параметры теплого периода года.
1.Барометрическое давление — 992,6 гПа.
2. Температура воздуха, 0 С:
обеспеченностью 0,99 +30,0;
обеспеченностью 0,98 +27,1;
обеспеченностью 0,96 +25,0;
обеспеченностью 0,95 +24,2.
3. Средняя максимальная температура наиболее теплого месяца составляет +26,0 0 С.
4. Абсолютная максимальная температура воздуха +380 С.
5. Среднесуточная амплитуда температуры воздуха наиболее теплого месяца составляет +12,50 С.
6. Среднемесячная относительная влажность воздуха наиболее теплого месяца составляет 68 %.
7. Среднемесячная относительная влажность воздуха в 15 ч наиболее теплого месяца — 52 %.
8. Количество осадков за апрель-октябрь составляет 323 миллиметров.
9. Суточный максимум осадков — 58 миллиметр.
10. Минимальная из средних скоростей ветра за июль — 2,2 м/с.
11. Преобладающее направление ветра за июнь — западное.

## Транспорт
По территории сельского поселения проходят дороги межмуниципального значения: г. Ишимбай и автомобильная дорога Стерлитамак — Белорецк — Магнитогорск; г. Ишимбай — Красноусольский, Ахмерово — Салихово — автомобильная дорога Ишимбай — Кинзебулатово — Верхнеиткулово

## Трубопроводный транспорт
Протяженность трубопроводов на территории сельского поселения составляет 14,959 км. Они находятся в южной части сельского поселения: магистральный газопровод Магнитогорск — Ишимбай ДУ 500, РУ 5,4 Мпа и газопроводы—отводы к ГРС Кинзебулатово ДУ 200, РУ 5,4 Мпа; к ГРС Ишимбай ДУ 200, РУ 5,4 Мпа; к ГРС Салихово ДУ 150, РУ 5,4 Мпа. Также параллельно вдоль магистрального газопровода и газопроводов-отводов расположены кабельные линии связи (КЛС) с напряжением до 1000 В.

## Электроснабжение
Обслуживанием энергетического хозяйства по сельскому поселению Петровский РЭС, ПО «ИЭС» ООО «Башкирэнерго». Электроснабжение сельского поселения осуществляется от линий электропередач:
• ВЛ — 10 кВ Ф-16 Аптиково-Салихово;
• ВЛ — 10 кВ Ф-19 Аптиково-Богдановка;
• ВЛ — 6 кВ Ф-42 Рассольная-Урман-Бишкадак;
• ВЛ — 6 кВ Ф-32 Водозабор-Урман-Бишкадак;
• ВЛ — 6 кВ Рассольная — Яр-Бишкадак;
• ВЛ — 10 кВ Ф-7 Урман-Бишкадак — Ахмерово;
• По линии ВЛ-0,4-6/10 кВ (воздушная).
Также, находятся 38 трансформаторных подстанций.

## Особо охраняемые природные территории регионального значения
- Гора Тратау - живописная конусовидная гора-останец («шихан») высотой 402 м над уровнем моря (около 270 м от уровня р. Белой). Расположена в 1,5 км к северо-востоку от с. Уран-Бишкадак.
- Озеро Тугар-салган и его окрестности. Памятник природы[18]. Расположено в 600 метрах к востоку от д. Шихан. Живописное озеро подковообразной формы, одно из глубочайших в Республике Башкортостан карстовых озер, питающееся родниками. Длина озера составляет 395 м, ширина — 260 м, наибольшая глубина — 15 м.

На озере есть остров. По берегам озера и на острове растут единичные осокори, ветлы и вязы. Озеро искусственно зарыблено. Памятник природы имеет научное, эстетическое и рекреационное значение.

## Археология
На территории сельского поселения в настоящее время известно о 6 памятниках археологии. Из них 5 являются выявленными памятниками археологии, 1 — новый заявленный культовый объект, не включенный в перечень выявленных.